# Ładzin
Ładzin [pronunciación en polaco: /ˈwad͡ʑin/] (en alemán: Rehberg) es un pueblo ubicado en el distrito administrativo de Gmina Wolin, dentro del Condado de Kamień, Voivodato de Pomerania Occidental, en el norte de Polonia occidental. Se encuentra aproximadamente a 8 kilómetros al noroeste de Wolin, a 17 kilómetros al suroeste de Kaeń Pomorski, y a 54 kilómetros al norte de la capital regional Szczecin.
Antes de 1945, el área fue parte de Alemania. 
El pueblo tiene una población de 340 habitantes.